# Deborah Dornellas
Deborah Dornellas (Rio de Janeiro, 1959) é uma escritora, jornalista e tradutora brasileira.

## Carreira
Formada em Letras-Português/Inglês pela PUC de Campinas e em Comunicação Social pela UnB, tem mestrado em História pela mesma universidade, com dissertação sobre o maracatu nação pernambucano. É pós-graduada em Formação de Escritores pelo ISE-Vera Cruz. 
Seu primeiro romance, Por Cima do Mar, ganhou o Prêmio Casa de las Américas 2019 na categoria literatura brasileira
.

## Obras
- 2012 - Triz (Editora In House) - poesia
- 2013, 2014, 2015, 2016, 2017 e 2018 - publicações com o Coletivo Literário Martelinho de Ouro
- 2018 - Por Cima do Mar (Editora Patuá) - romance